# Parque Nacional Pico Pijol
O Parque Nacional Pico Pijol é um parque nacional das Honduras. Foi estabelecido no dia 1 de janeiro de 1987 e cobre uma área de 122,1 quilómetros quadrados. Tem uma altitude de entre 1.800 e 2.282 metros.